# Xihoudu
Xihoudu (西侯渡遗址; Xīhóudù yízhǐ) är en arkeologiskt utgrävningsplats i Shanxi i Kina. Fynden vid Xihoudu är från tidig paleolitikum, och är daterade 1,8 miljoner före nutid, vilket är det äldsta arkeologiska fynd som gjorts i Kina.
Fyndplatsen finns nordost om Gula flodens krök vid byn Xihoudu i Ruicheng härad och hittades 1959.
Under utgrävningar gjorda 1961 och 1962 hittades kulturella artefakter av sten, ben och horn. Totalt hittades 32 stenredskap. Utgrävningen visar också spår av användande av eld.